# Православные храмы Казани

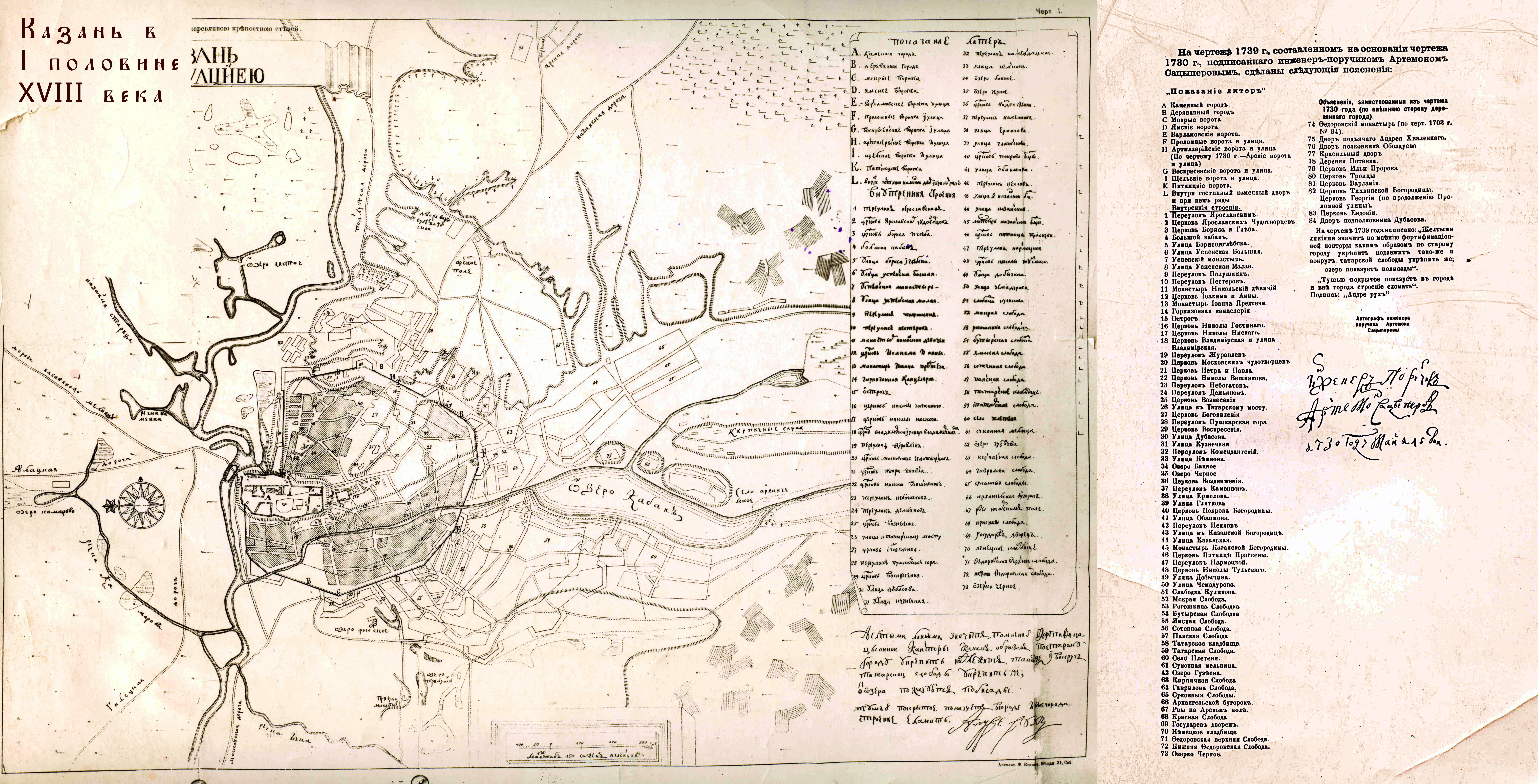
Карта Казани XVIII века с указанием храмов

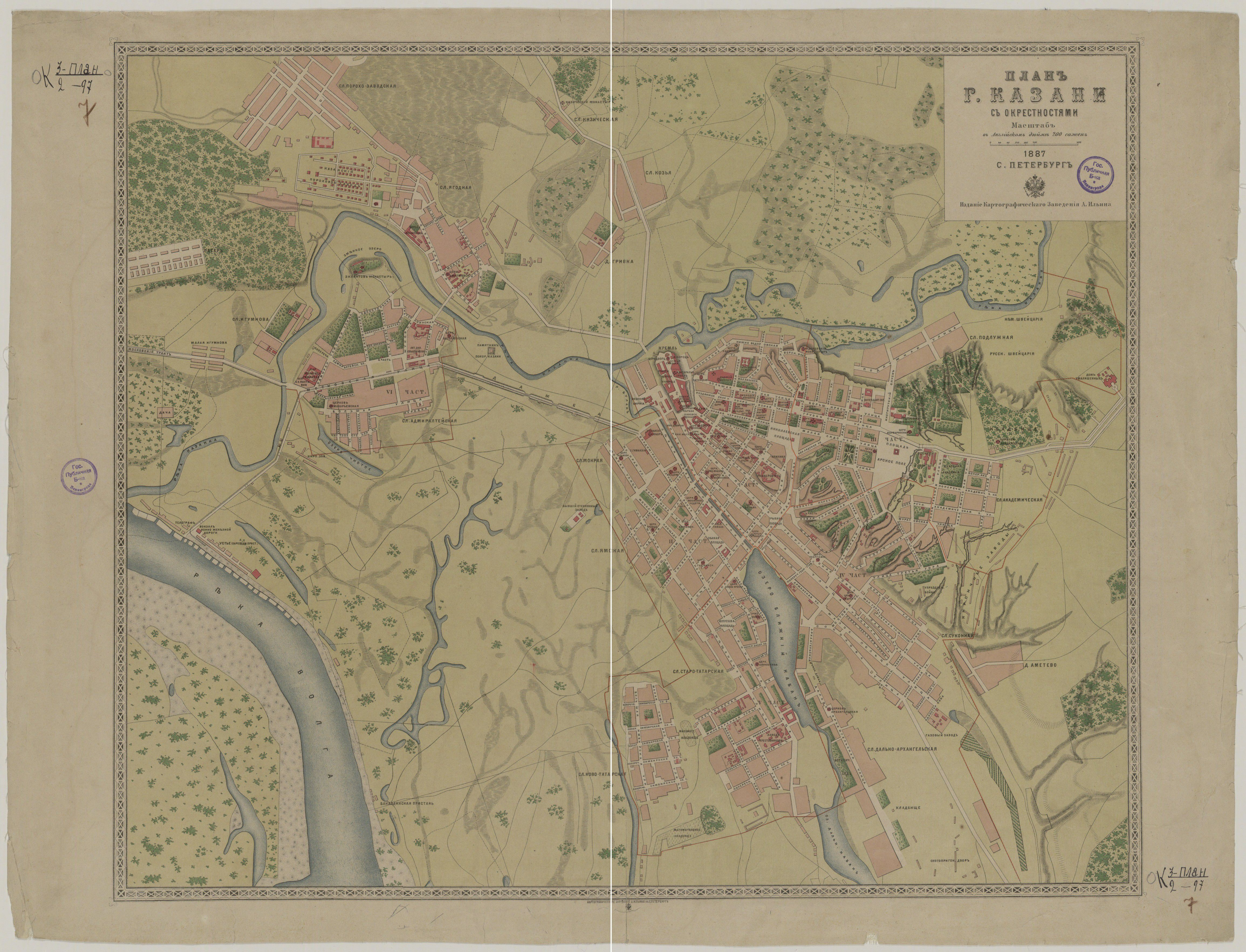
Карта Казани 1887 г. с указанием храмов

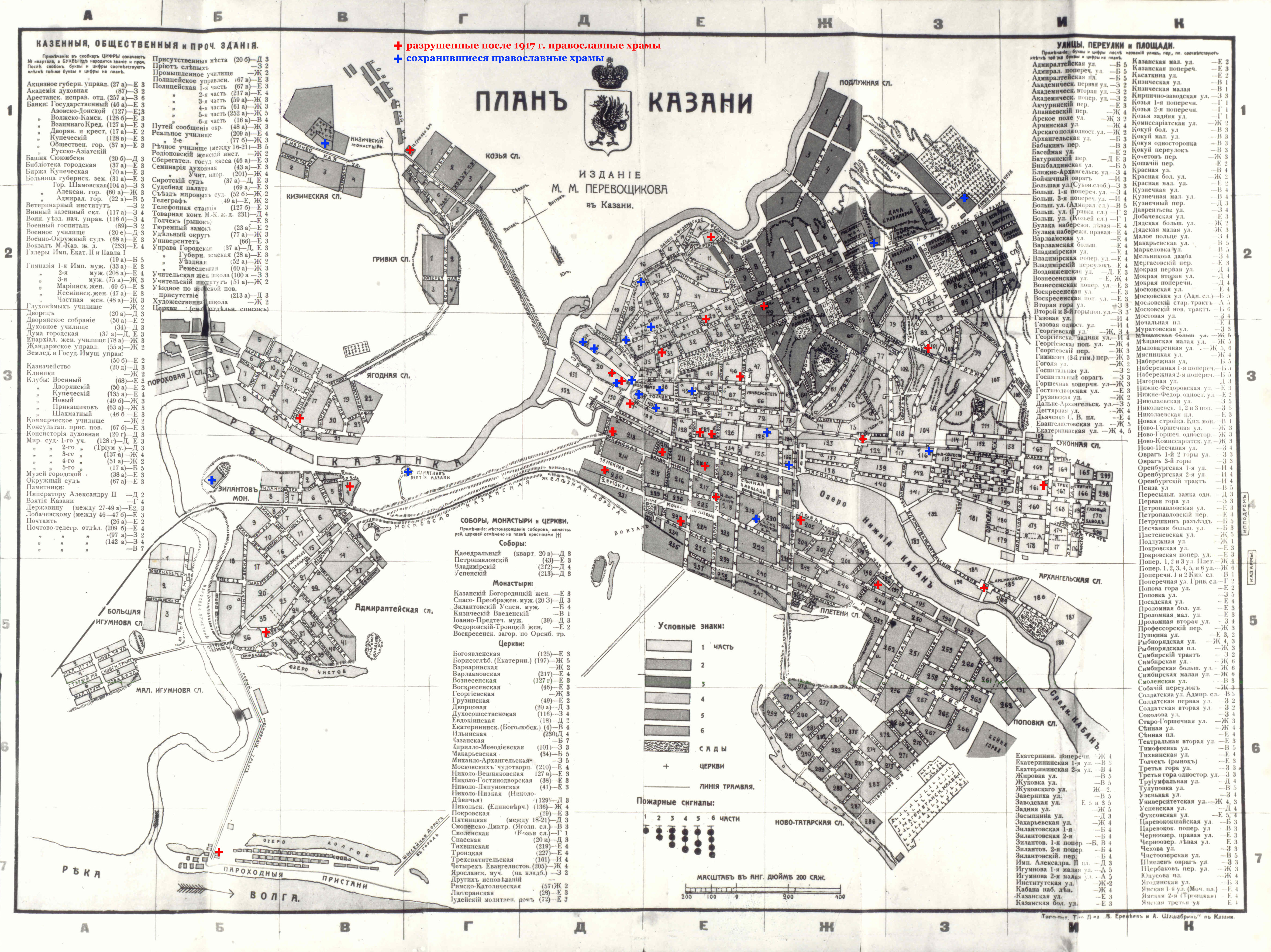
Карта Казани XIX века (красным обозначены разрушенные после 1917 г. православные храмы)

## Монастырские храмы
1. Спасо-Преображенский монастырь Казанского кремля
  - Преображенский собор (XVI век), снесён в 1930-х годах.
  - Церковь Николы Ратного (XVI век)
  - Церковь Киприана и Иустинии (XVI век), снесена в 1930-х годах.
  - Колокольня с церковью Святой Варвары (XIX век), снесена в 1930-х годах.
2. Троице-Сергиев монастырь Казанского кремля (упразднён в XVIII веке)
  - Троицкая церковь
  - Сергиевская церковь
3. Казанский Богородицкий монастырь на Большой Казанской улице (Большой Красной)
  - Софийская церковь (XVII век)
  - Казанский собор (XIX век), снесён в 1930-х годах, воссоздан и освящён патриархом Московским и всея Руси Кириллом 21 июля 2021 года[1].
  - Храм Николы Тульского (XIX век)
  - Крестовоздвиженский храм (XIX век), в котором находится почитаемый список Казанской иконы Божьей Матери
4. Зилантов Успенский монастырь (улица Зилантова гора)
  - Успенский собор (1625), снесён в 1930-х годах
  - Храм Всех Святых (1681, перестроен в 1890-х годах)
  - Алексеевский храм над восточной стеной (1720), снесён в 1930-х годах
5. Иоанно-Предтеченский монастырь, Малая Проломная (Профсоюзная) улица
  - Трёхшатровый Иоанно-Предтеченский собор (XVII век, полностью перестроен в конце XIX века), снесён в 1930-х годах
  - Введенская церковь (XVII век)
6. Кизический Введенский монастырь на Кизической (Декабристов) улице
  - Введенский собор (конец XVII века), снесён в 1930-х годах
  - Успенская церковь (1881—1882), снесена в 1930-х годах
  - Надвратная Владимирская церковь (конец XVII века, перестроена в 1746 году.)
7. Феодоровский монастырь (полностью снесён в 1930-х годах, на его месте в 1980-х годах выстроен «Ленинский мемориал», сейчас НКЦ «Казань»)
  - Троицкая церковь (XVII век)
  - Феодоровская церковь (XVII век)
8. Воскресенский Новоиерусалимский монастырь (Казань) на озере Кабан (не действует, в собственности НИИ «Нива Татарстана»)
  - Воскресенский собор (освящён в 1698 году)
  - Церковь Святого Тихона Амафунтского (освящена в 1706 году)

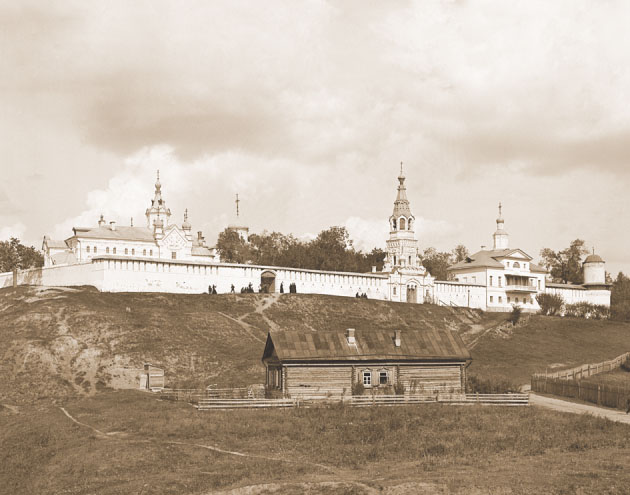
Зилантов монастырь в XIX веке
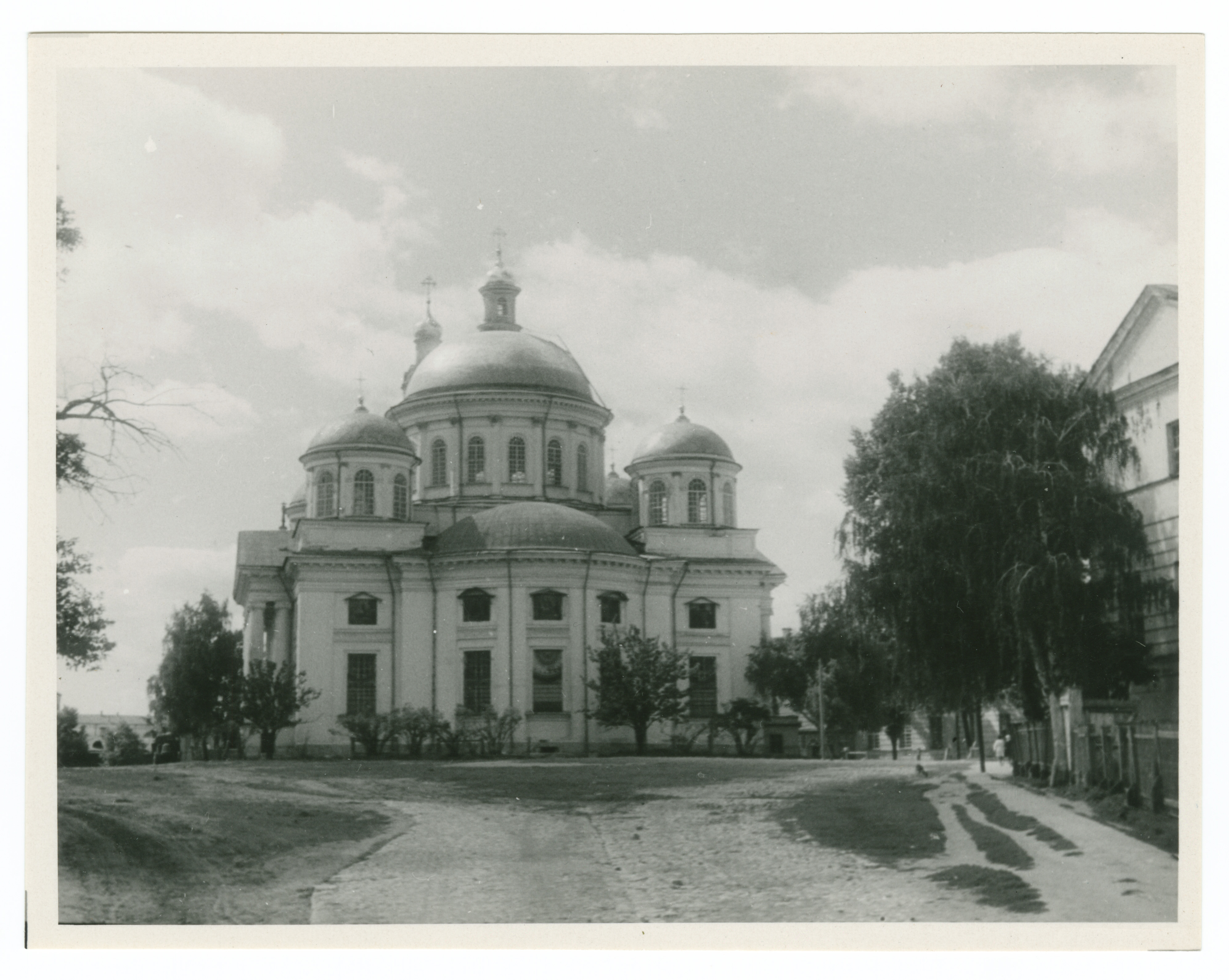
Казанский собор Богородицкого монастыря, архитектор Старов
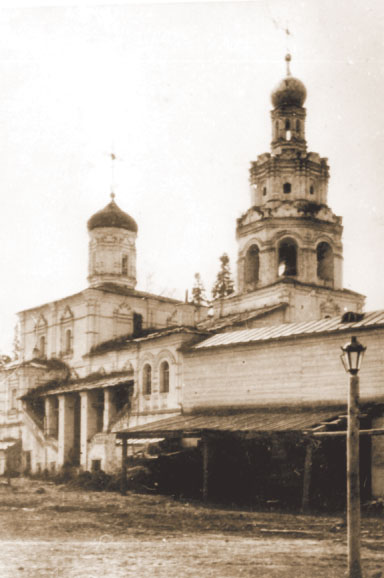
Казанский Новоиерусалимский монастырь в XIX веке
Кизический монастырь
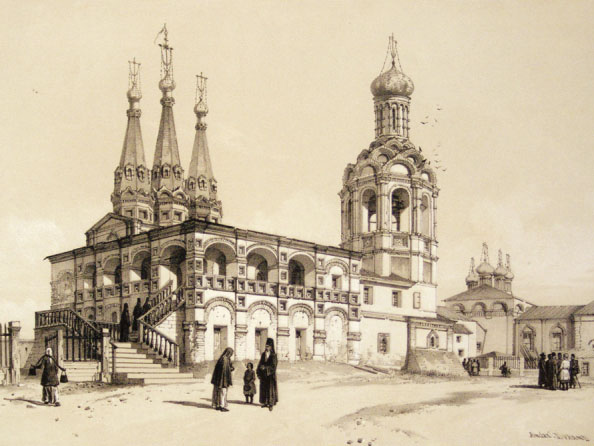
Иоанно-Предтеченский собор Ивановского монастыря
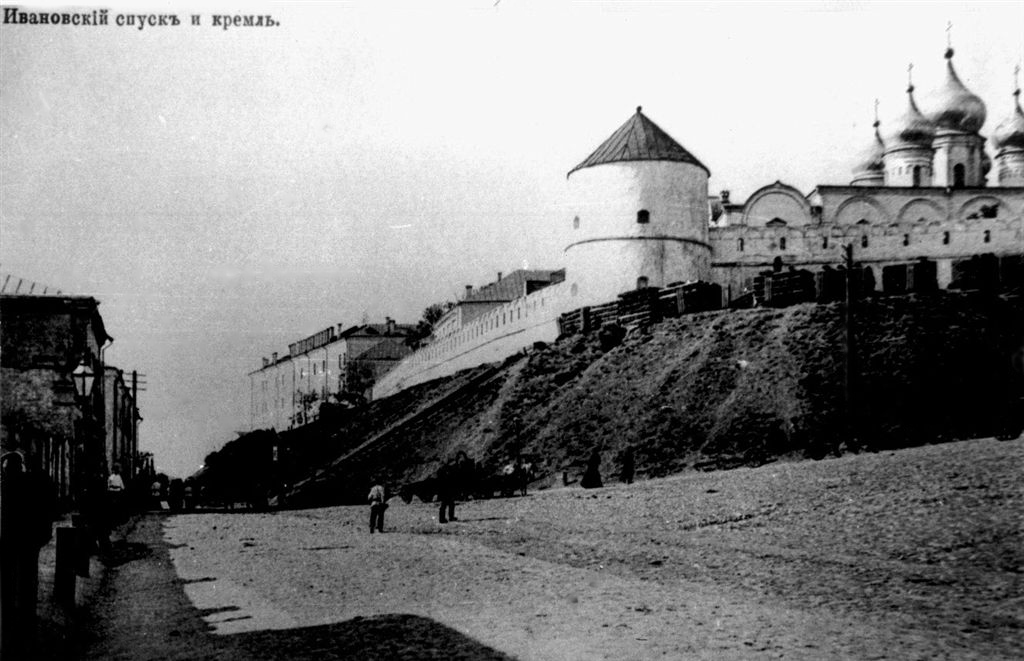
Спасо-Преображенский монастырь Казанского кремля
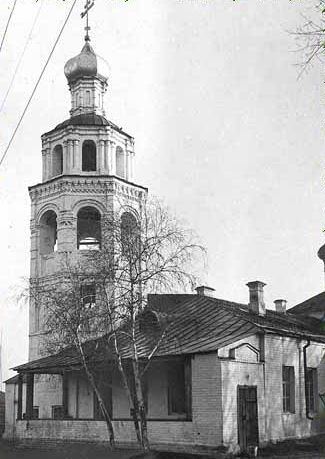
Казанский Троице-Феодоровский монастырь (снесён после 1917 года)

## Приходские храмы Казани, построенные до 1917 года

### Действующие храмы

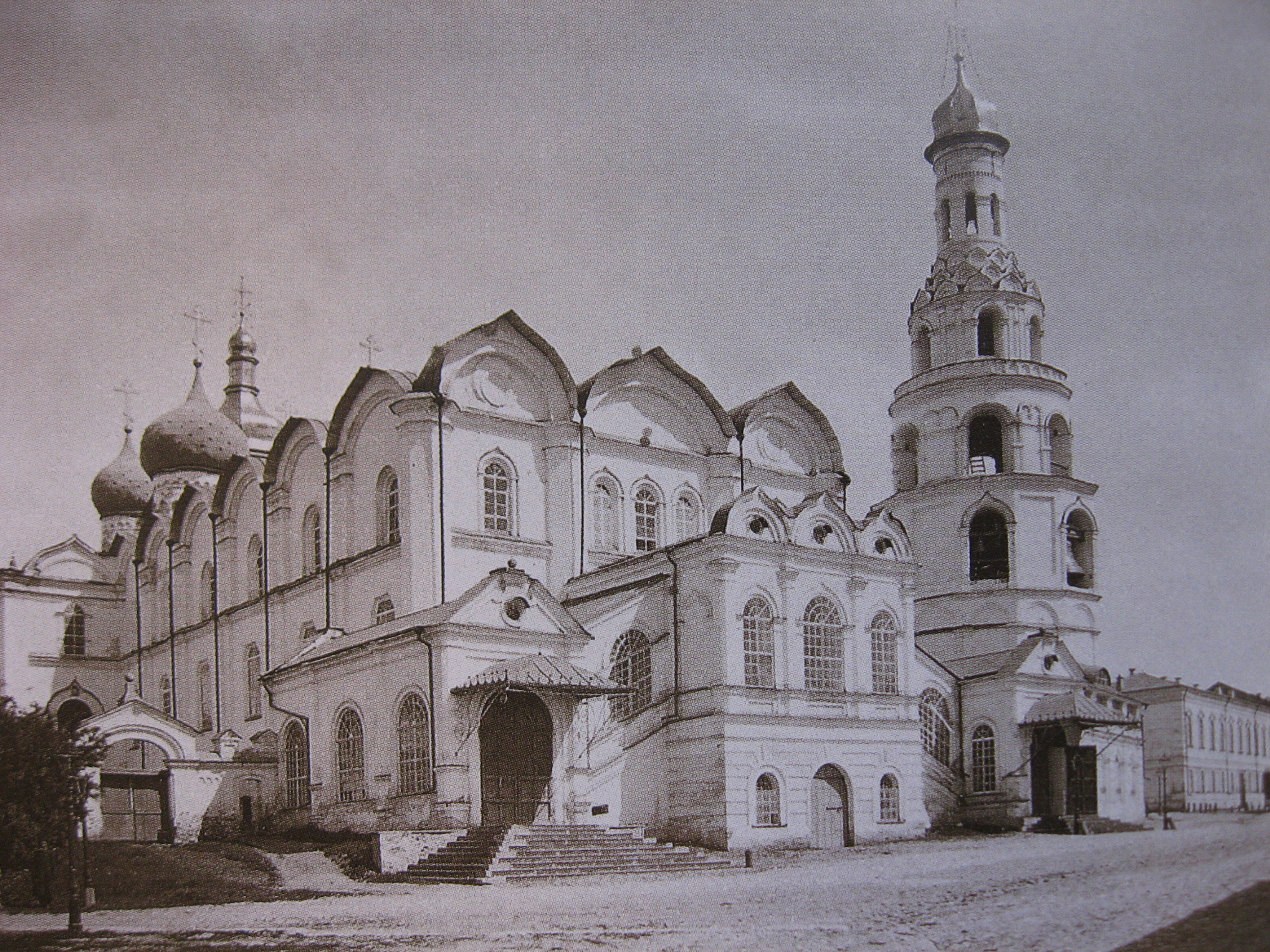
Бывший кафедральный Благовещенский собор и колокольня, разрушенная после 1917 г.

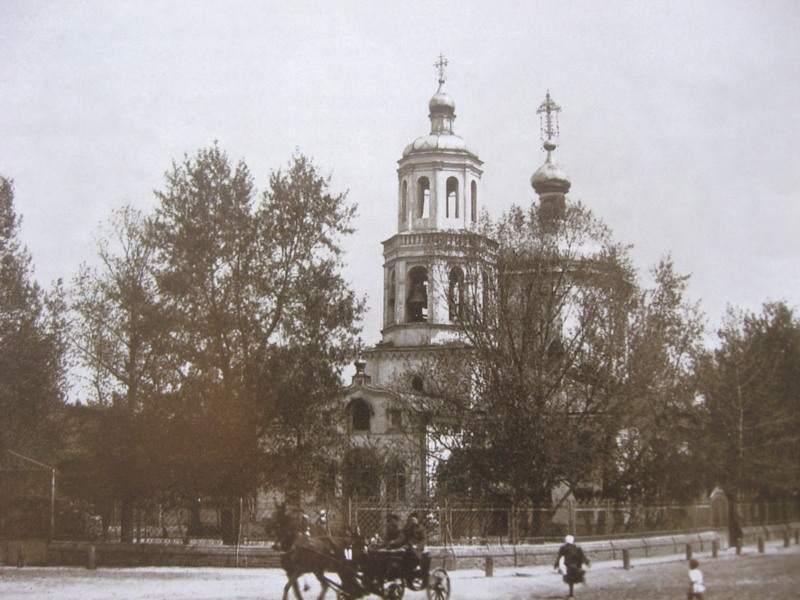
Церковь Тихвинской иконы Богородицы, XIX в.

1. Благовещенский собор Казанского кремля (в ведении музея-заповедника «Казанский кремль»), кафедральный до 1918 года
2. Никольский собор (Николо-Нисская церковь) на Большой Проломной (сейчас ул. Баумана), кафедральный до 2021 года
3. Церковь святых благоверных князей Феодора, Давида и Константина, Ярославских чудотворцев (Церковь Ярославских Чудотворцев) на Арском поле (ул. Н. Ершова)
4. Петропавловский собор на ул. Петропавловской (М. Джалиля)
5. Богоявленская церковь на ул. Большой Проломной (Баумана)
6. Спасский храм-памятник павшим воинам на реке Казанке у Кировской дамбы
7. Церковь святой великомученицы Параскевы Пятницы на ул. Большой Казанской (Большой Красной)
8. Евдокиинская церковь на углу Нижнефедоровской (Федосеевской), Поперечно-Казанской, и Засыпкина
9. Тихвинская церковь (кряшенский приход) на ул. Тихвинской (М. Худякова)
10. Варваринская церковь на Арском поле (ул. Н. Ершова)
11. Раифское подворье (сохранилась колокольня храма Московских чудотворцев, построена одноимённая новая церковь, на месте разрушенной) на ул. Московской
12. Сошествия Святого Духа (Духосошественская, Духосошественная церковь) на ул. Георгиевской (Т. Миннуллина)
13. Храм Преподобного Сергия Радонежского (ул. Япеева)

### Недействующие храмы

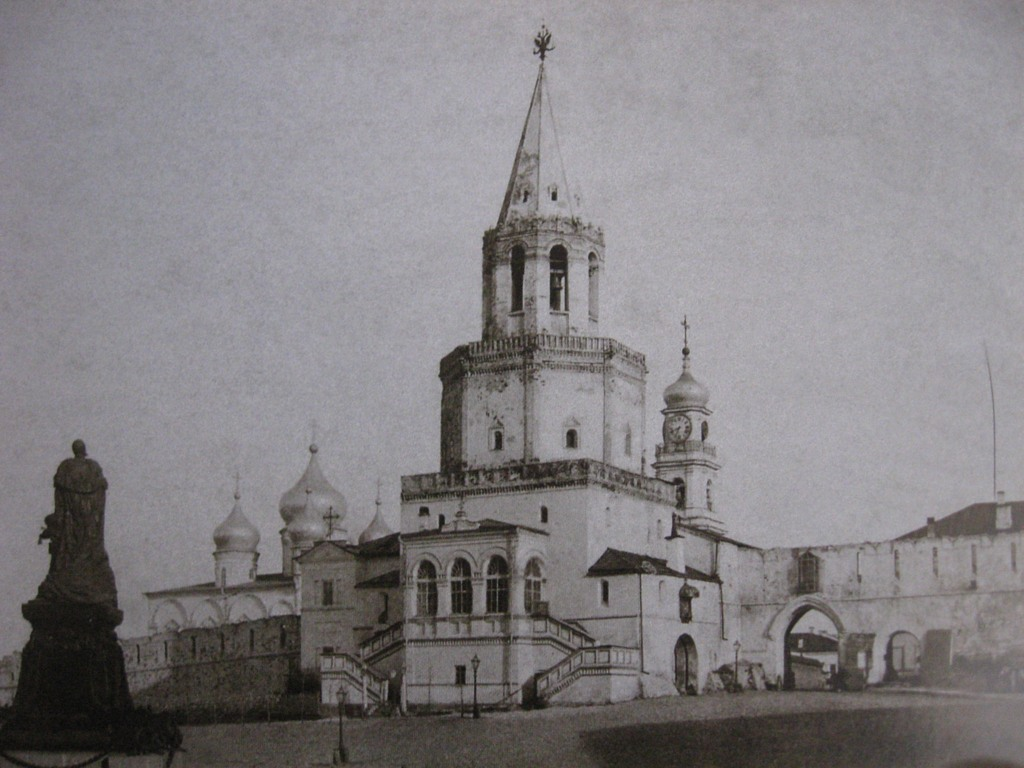
Надвратный храм Нерукотворенного образа Спасителя Казанского кремля

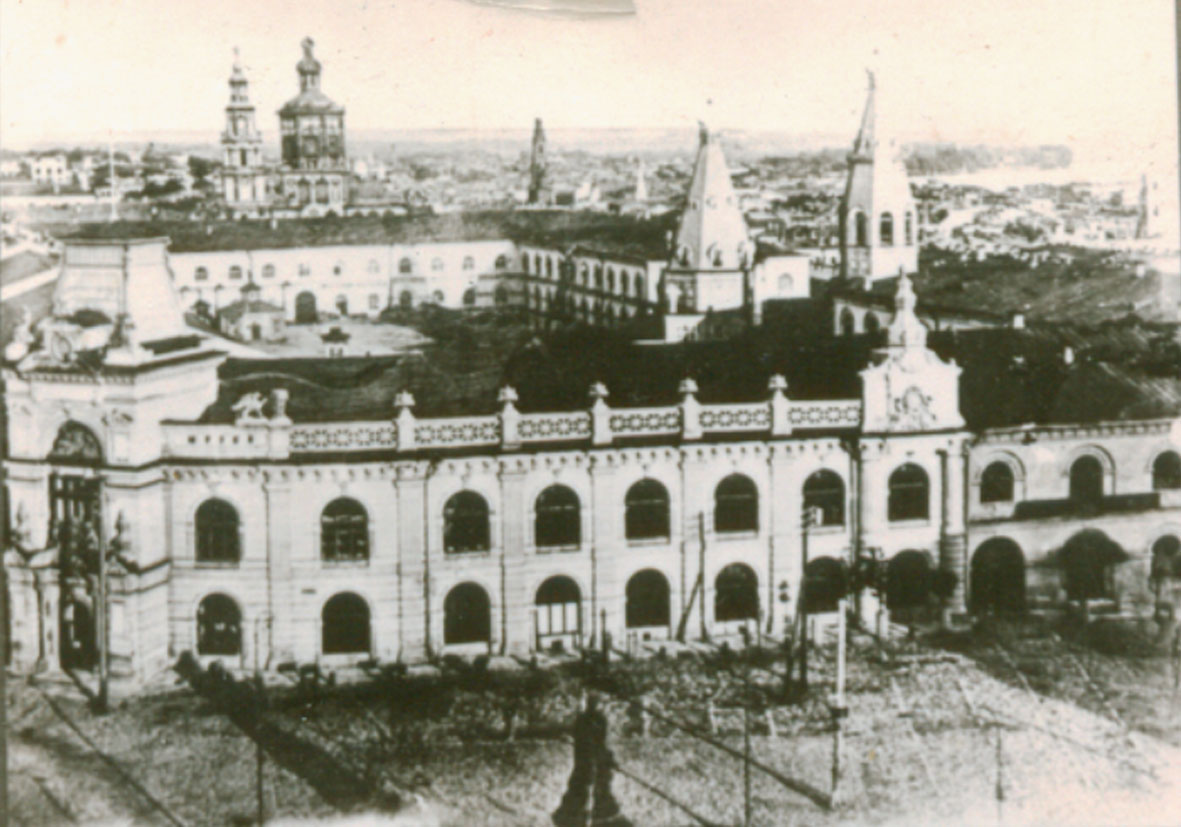
Гостиный двор и церковь Николы Гостинодворского

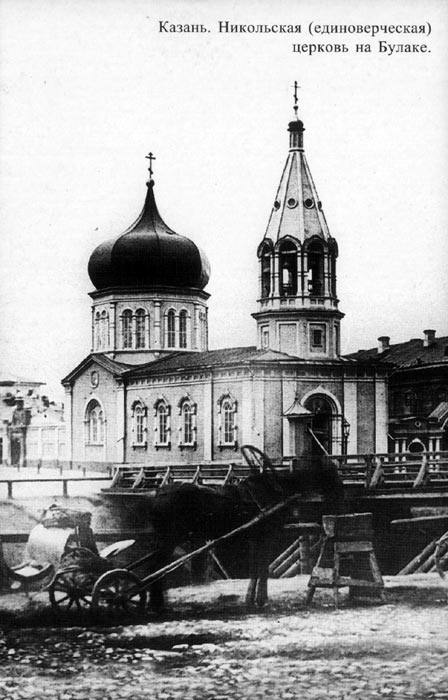
Никольская единоверческая церковь на Булаке

1. Макарьевская церковь на Макарьевской (ул. Большая, 98) улице в Адмиралтейской слободе, в настоящее время Сизо-2
2. Николо-Гостинодворская церковь при Гостином дворе на ул. Малая Проломная (Профсоюзная)
3. Николо-Преображенская Единоверческая церковь на перекрёстке Правобулачной и Университетской

### Утраченные после 1917 года приходские храмы Казани

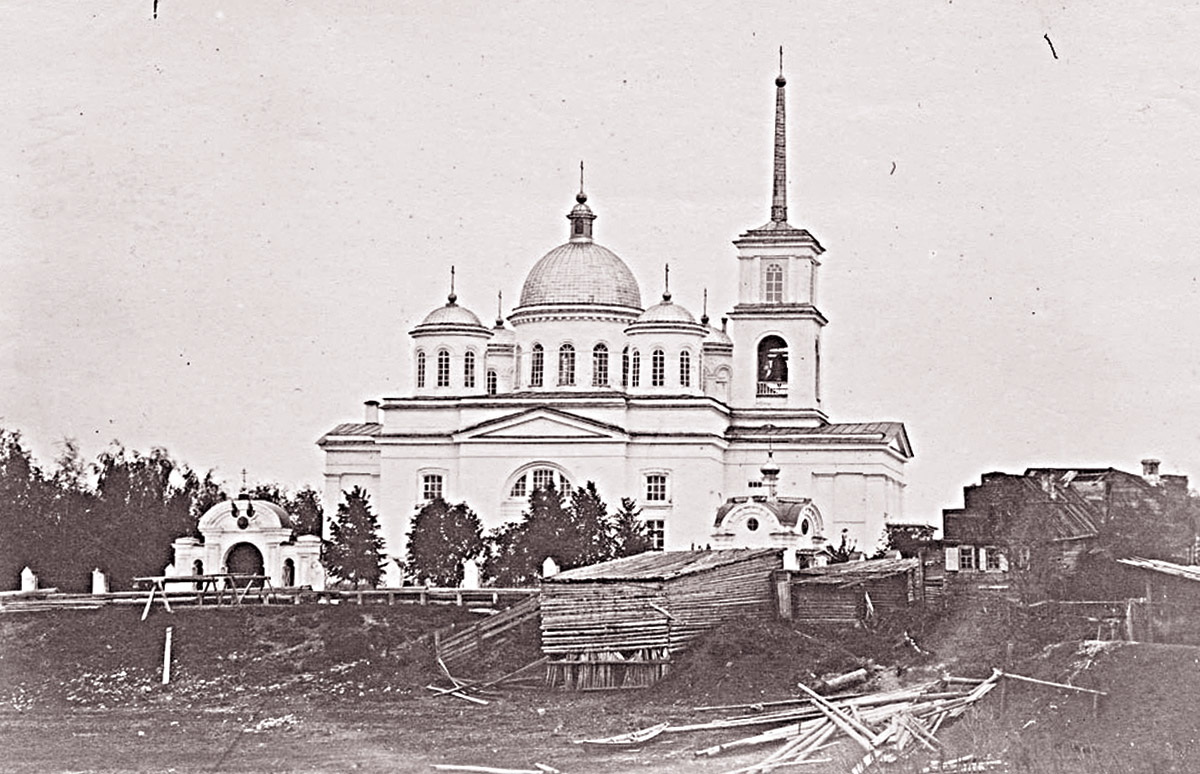
Боголюбская церковь, стоявшая на месте речного техникума

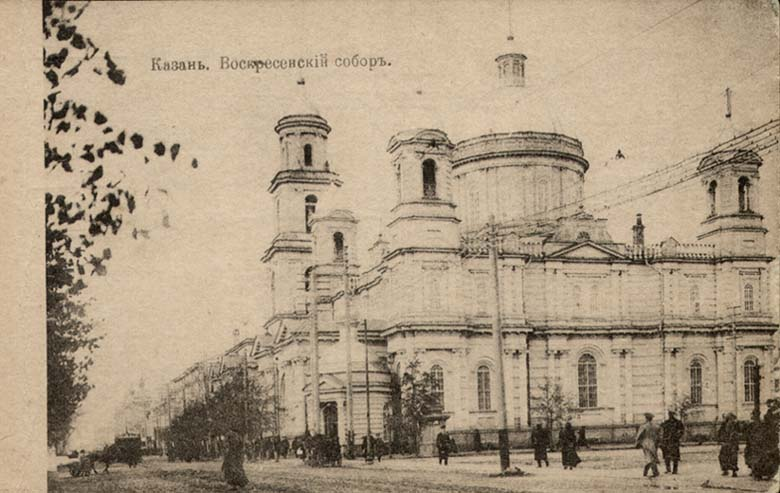
Воскресенский собор на ул. Воскресенской (Кремлёвской, стоявший на месте химфака КГУ), в котором пел Максим Дормидонтович Михайлов

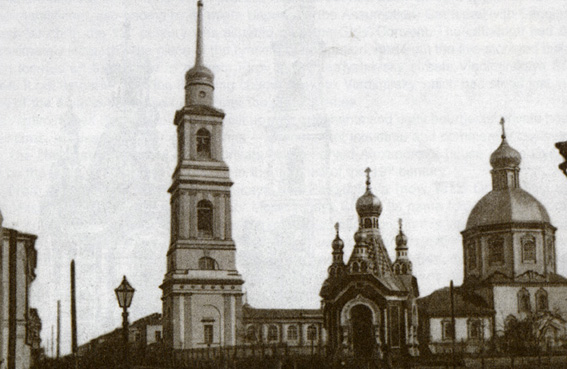
Владимирский собор, стоявший на углу ул. Кирова и Чернышевского, сейчас на его месте сталинский дом

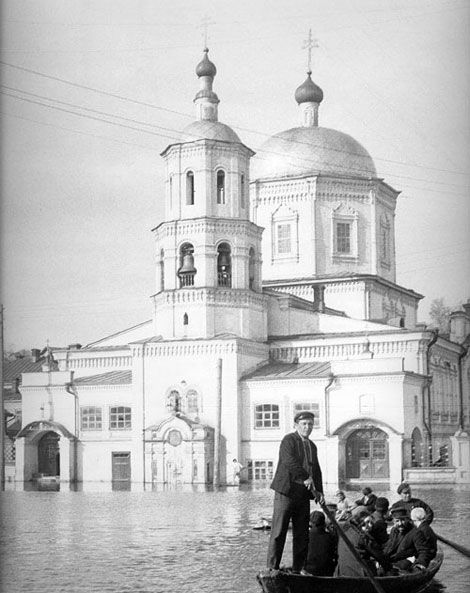
Георгиевская церковь на Петербургской (быв. Георгиевской) улице

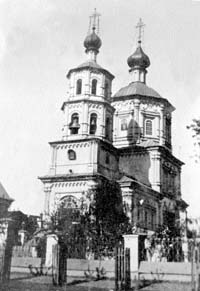
Смоленско-Дмитриевская церковь в Ягодной слободе

1. Церковь Московских чудотворцев Раифского подворья на Московской улице
2. Владимирский собор на Владимирской (Московской) улице
3. Успенский собор на перекрёстке Успенской (Московской) и Триумфальной (Ташаяк) улиц
4. Боголюбская (Екатерининская) церковь на Екатерининской (Кожевенной?) улице в Адмиралтейской слободе
5. Борисоглебская (Екатерининская) церковь в Плетенях на перекрёстке Екатерининской (Г. Тукая?) и Поперечно-Екатерининской (Ахтямова) улиц
6. Варлаамовская церковь на Большой Варлаамовской (Г. Исхаки?) улице
7. Вознесенская церковь на перекрёстке Вознесенской (Островского?) и Поперечно-Вознесенской (Астрономической?) улиц
8. Воскресенская церковь на Воскресенской (Кремлёвской) улице (сейчас на её месте химфак КГУ)
9. Георгиевская церковь на Георгиевской (Петербургской?) улице
10. Грузинская церковь на Грузинской (К. Маркса) улице
11. Ильинская церковь на 1-й Мокрой улице (на месте пустыря между железнодорожным вокзалом и Дворцом спорта)
12. Кирилло-Мефодиевская церковь на ул. Муратовской (Лесгафта)
13. Матфеевская церковь, ул. ?
14. Михаило-Архангельская церковь на Дальнеархангельской (Хади Такташ?)улице
15. Николо-Вешняковская церковь на перекрёстке Вознесенской (Островского) и Петропавловской (М. Джалиля) улиц
16. Николо-Ляпуновская (Магистратская) церковь на Большой Проломной (Баумана)
17. Серафимовская церковь, стояла во дворе дома № 72/19 по ул. Достоевского (бывшая Вторая Солдатская), снесена в 1967 г.
18. Смоленская церковь на Большой (Декабристов) улице в Козьей слободе
19. Смоленско-Димитриевская церковь на перекрёстке Смоленской (Энгельса) и Архангельской (Гладилова) улиц в Ягодной слободе
20. Трёхсвятительская церковь на перекрёстке улиц Лаврентьева (Качалова) и 1-й Оренбургской (Шаляпина)
21. Троицкая церковь на перекрёстке Ямской (не переименовывалась) и Посадской (Т. Гизата) улиц
22. Покровская церковь на Покровской (К. Маркса) улице
23. Четырёх-Евангелистовская Единоверческая церковь на перекрёстке Евангелистовской (Татарстан?)и Левой набережной оз. Кабан (ул. Марджани?)

## Церкви военные
1. Спасская, в Спасской башне, во имя Нерукотворенного Образа Спасителя
2. Никольская, на пороховом заводе, во имя св. Чудотворца Николая
3. Св. Марии Магдалины, в лагерях под Казанью, освящена летом 1895 года

## Домовые храмы, существовавшие до 1917 года в Казани
1. Дворцовая во имя Сошествия Святого Духа (быв. Введенская), при губернаторском дворце в Казанском кремле
2. Крестовая, при архиепископском доме в Казанском кремле, во имя Св. Гурия

при учебных заведениях:
1. Воздвиженская церковь при Казанском Императорском Университете
2. Александринская церковь при Родионовском Институте, во имя царицы Александры
3. Крестовоздвиженская церковь при 1-й Императорской гимназии на углу улиц Воздвиженской и Казанской
4. Церковь при 2-й Императорской мужской гимназии
5. Варфоломеевская церковь при 3-й Императорской мужской гимназии, на быв. Старо-Комиссариатской улице близ Первой Горы
6. Церковь при 1-й Мариинской женской гимназии
7. Михаило-Архангельская церковь при Духовной Академии
8. Иоанно-Богословская церковь при Духовной Семинарии
9. Богородице-Рождественская церковь при Епархиальном училище
10. Святых Антония и Феодосия, при духовном мужском училище
11. Во имя Введения во Храм Пресвятыя Богородицы при женском епархиальном училище
12. Павловская церковь при Духовном Училище?
13. Гурьевская церковь при Крещено-татарской школе
14. Захариевско-Елисаветинская, при Инородческой учительской семинарии, во имя преподобных Захария и Елисаветы
15. Андреевская церковь при Учительском Институте
16. Введенская церковь при Окружном женском училище для девиц духовного звания
17. Введенская церковь при земской учительской школе
18. Во имя Введения во Храм Пресвятыя Богородицы при Земской женской учительской семинарии
19. Пантелеимоновская церковь при училище слепых (Здание снесено в 2008 г.)

при медицинских учреждениях:
1. Александровская церковь при Казанской городской больнице во имя св. блгв. кн. Александра Невского
2. Во имя иконы Божьей Матери Неопалимый Купины при земской больнице
3. Церковь при Новой клинике Университета
4. Церковь при Старой клинике Университета (во имя Божией Матери Скорбящих?)
5. Церковь иконы Божией Матери Всех Скорбящих при окружной лечебнице душевнобольных
6. Во имя иконы Скорбящей Божией Матери при Военном госпитале

при богоугодных заведениях:
1. Александринская церковь при Чемесовской дворянской богадельне
2. Александровская церковь при Александринском детском приюте
3. Церковь во имя Нерукотворенного Спаса при богадельне Крупенникова на быв. ул. Большой Лецкой (Здание снесено в 2005 г. На его месте выстроено здание представительства Турции в Казани)
4. Сергиевская церковь при доме призрения

тюремные:
1. Александровская церковь при арестантском отделении
2. Троицкая церковь при тюремном замке

## Старинные храмы, вошедшие в черту города после 1917 года
1. Церковь Казанской иконы Божией Матери в Царицыно
2. Тихвинская церковь в Вознесенском (на границе Советского района и Азино)
3. Борисоглебская церковь в Борисоглебском (Авиастроительный район)
4. Церковь Николы (Николая Чудотворца) в Красной Горке
5. Церковь Николая Чудотворца в Константиновке

## Часовни
1. В память избавления императора Александра II от покушения 4 апреля 1866 г. на Грузинской улице около здания Дворянского собрания (в советское время Дом офицеров, в настоящее время городская Ратуша)
2. В память мученической кончины императора Александра II 1 марта 1881 г. в ограде Владимирского собора
3. Часовня с образом Богоматери в ограде Вознесенской церкви
4. Часовня Усекновения главы Иоанна Предтечи при Николо-Ляпуновской церкви (при спуске от рынка на Большую Проломную улицу)
5. В память 900-летия крещения Руси, в Адмиралтейской слободе, при мещанской Мариинской богадельне.

## Храмы, построенные после 1985 года
1. Церковь прав. Иоанна Кронштадтского при семинарии
2. Церковь Рождества Христова на ул. Адоратского
3. Церковь преп. Серафима Саровского и иконы Божией Матери «Умиление» на ул. Сафиуллина
4. Церковь преп. Сергия Радонежского в Кировском районе
5. Церковь Живоначальной Троицы в Отарах
6. Храм во имя иконы Божией Матери «Живоносный источник» в Савиново
7. Молитвенный дом Смоленской иконы Божией Матери на Сухой Реке (на месте разрушенного одноимённого храма)
8. Успенский приход в Дербышках
9. Храм в честь священномученика Кирилла (Смирнова), митрополита Казанского на ул. Чистопольской Новосавиновского района (строится)
10. Храм Александра Невского (Азино)
11. Церковь Александра Невского (Юдино) (Юдино)